# Therese Schachner
Therese Schachner (1869-1950) foi uma artista austríaca.

## Biografia
Schachner nasceu a 29 de maio de 1869 em Viena, filha do arquiteto Friedrich Schachner. Ela foi aluna do pintor paisagista austríaco Hugo Darnaut. Ela também estudou com Albin Egger-Lienz.
Schachner morreu a 5 de maio de 1950 em Viena. A sua obra integra o acervo da Galeria Belvedere.

## Galeria

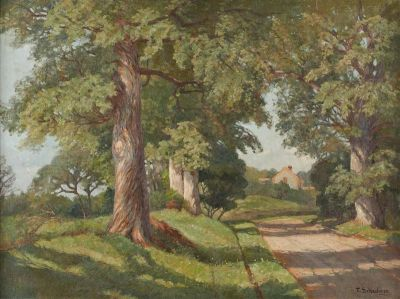
Floresta com vista para uma clareira
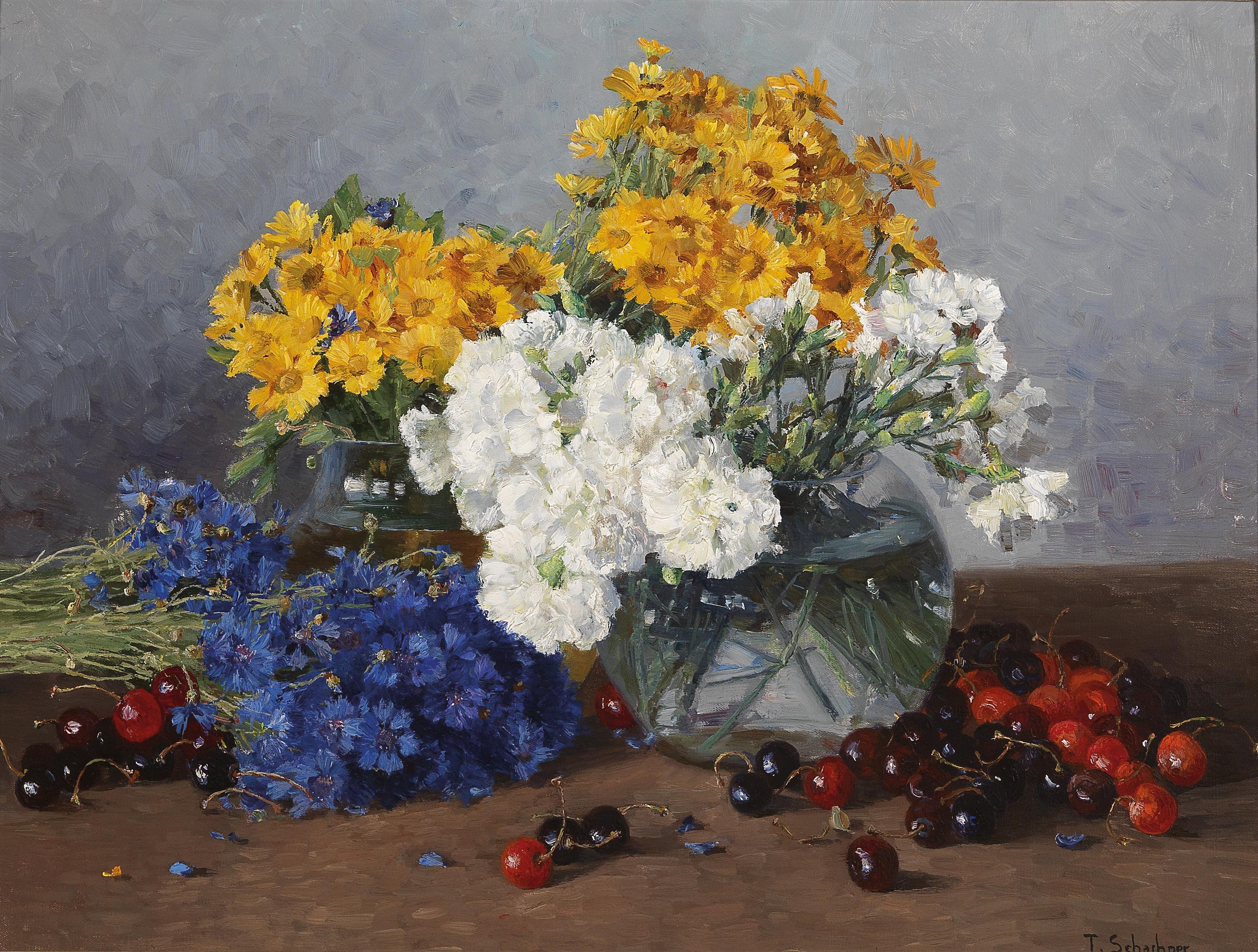
Em junho
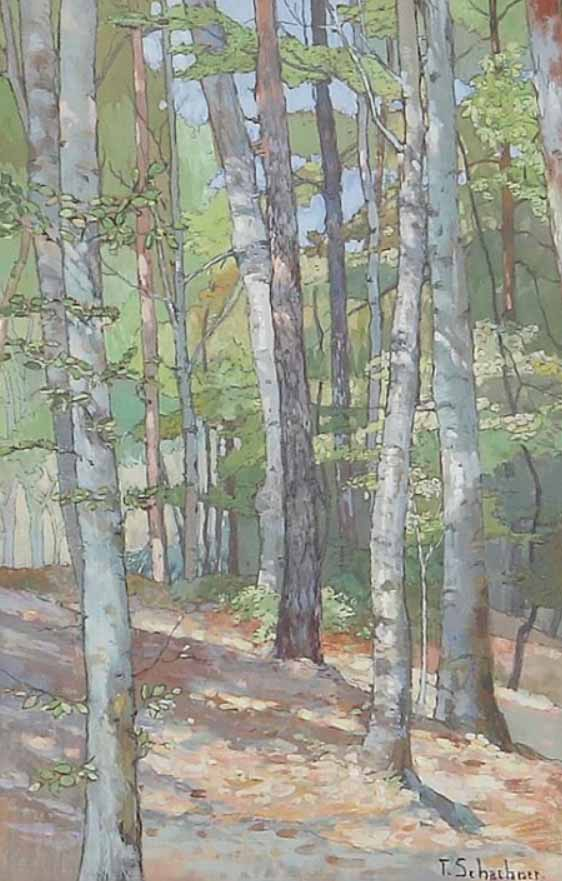
Floresta
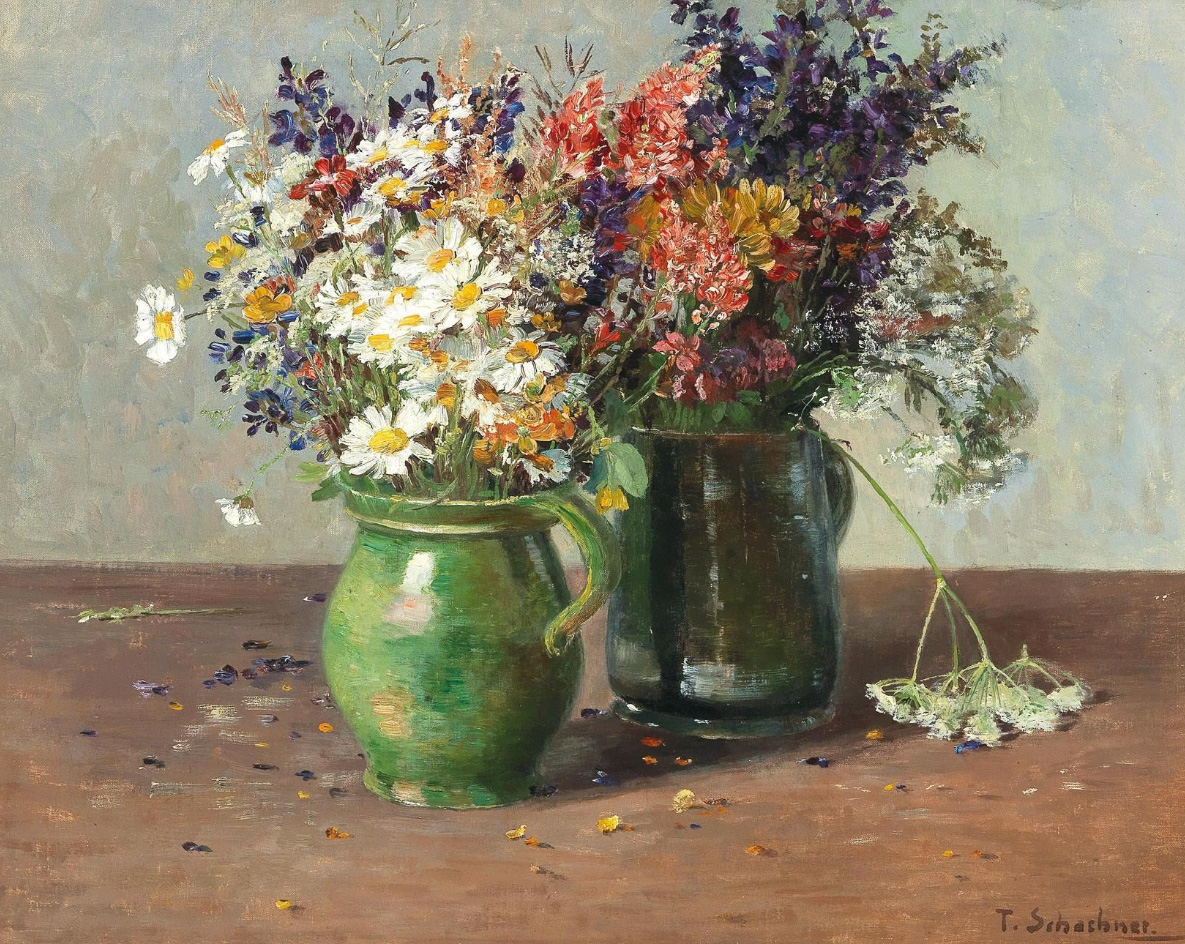
Flores de verão